# Shorttrack-Teamweltmeisterschaften
Die Shorttrack-Teamweltmeisterschaften (auch Shorttrack-Mannschaftsweltmeisterschaften, englisch: World Short Track Speed Skating Team Championships) wurden von 1991 bis 2011 von der Internationalen Eislaufunion (ISU) ausgetragen und fanden jeweils zum Abschluss der Shorttracksaison im März oder im April statt. Sie waren eine von den Shorttrack-Weltmeisterschaften (im Mehrkampf, auf Einzelstrecken und in der Staffel) unabhängige Veranstaltung.
Bei den Teamweltmeisterschaften traten die Sportler eines Landes auf Einzelstrecken und in Staffeln gegeneinander an und sammelten dabei Punkte. Die zusammengerechnete Punktzahl entschied über die Platzierung und die Medaillenvergabe. Die meisten Titel – insgesamt 20 – holten die südkoreanischen Mannschaften, die acht Mal bei den Männern und zwölf Mal bei den Frauen siegten.

## Ablauf
Im Lauf der Jahre änderte sich mehrmals das Regelwerk in Bezug auf die genauen Abläufe der Team-WM. Gemäß dem zuletzt gültigen Reglement – beschlossen auf dem ISU-Kongress im Juni 2010 – qualifizierten sich die besten acht Nationen der Team-Gesamtwertung im Weltcup für die Weltmeisterschaften. Dort traten sie zunächst in zwei Gruppen (Brackets) à vier Mannschaften an, von denen sich die jeweils beste direkt für das A-Finale qualifizierte. Die zweit- und drittplatzierten Teams machten in einem Hoffnungslauf die verbliebenen zwei A-Finalteilnehmer aus. Das Ergebnis des A-Finals entschied über die Medaillenvergabe.
In jeder Runde fanden vier 500-Meter-Rennen, vier 1000-Meter-Rennen, ein 3000-Meter-Rennen und eine Staffel (3000 Meter bei den Frauen, 5000 Meter bei den Männern) statt. Über 500 und 1000 Meter trat in jedem der vier Rennen pro Land jeweils ein Athlet an. Über 3000 Meter gab es nur einen Lauf, wobei jedes Land zwei Athleten einsetzte. In der Staffel starteten vier Läufer eines Landes. In jedem Einzelrennen bekam der Erste fünf Punkte, der Zweite drei Punkte, der Dritte zwei Punkte und der Vierte einen Punkt. In der Staffel wurden doppelt so viele Punkte vergeben, zehn für die erste Staffel, sechs für die zweite, vier für die dritte und zwei für die vierte. Bei einer Disqualifikation wurde kein Punkt zugesprochen. Die Addition aller Punkte der Athleten eines Landes entschied über die Platzierung.

## Statistik
Der Einführung der Mannschaftsweltmeisterschaften voraus ging das im März 1990 ausgetragene World Final Teams im belgischen Gent, das sowohl die Männer als auch die Frauen aus Kanada für sich entschieden. Diese Veranstaltung wird in Auflistungen teilweise als direkte Vorgängerin der Team-WM dargestellt, erscheint aber nicht in der entsprechenden Statistik der Internationalen Eislaufunion.

### Titelträger
Bei den Frauen errangen zwischen 1995 und 2011 ausschließlich Teams aus Südkorea und China den Weltmeistertitel und belegten zwischen 2000 und 2009 durchgehend die ersten beiden Plätze. Bei den Männern war insbesondere im Zeitraum von 1995 bis 2003 die kanadische Mannschaft am erfolgreichsten: Sie gewann in diesem Zeitraum von neun Jahren sechs Titel. Insgesamt stellten sechs Nationen Weltmeisterteams: Neben Südkorea, China und Kanada (die zusammen 38 von 42 Goldmedaillen holten) waren das Japan, Italien und die Vereinigten Staaten.
| Veranstaltung | Ort            | Datum                 | Männer              | Frauen              |
| ------------- | -------------- | --------------------- | ------------------- | ------------------- |
| WM 1991       | Seoul          | 30. bis 31. März 1991 | Japan               | Kanada              |
| WM 1992       | Nobeyama       | 14. bis 15. März 1992 | Südkorea            | Südkorea            |
| WM 1993       | Budapest       | 20. März 1993         | Italien             | Italien             |
| WM 1994       | Cambridge      | 20. März 1994         | Südkorea            | Kanada              |
| WM 1995       | Zoetermeer     | 24. bis 26. März 1995 | Kanada              | Südkorea            |
| WM 1996       | Lake Placid    | 31. März 1996         | Kanada              | Südkorea            |
| WM 1997       | Seoul          | 4. April 1997         | Südkorea            | Südkorea            |
| WM 1998       | Bormio         | 26. bis 29. März 1998 | Kanada              | Volksrepublik China |
| WM 1999       | St. Louis      | 6. bis 7. März 1999   | Volksrepublik China | Volksrepublik China |
| WM 2000       | Den Haag       | 4. März 2000          | Kanada              | Volksrepublik China |
| WM 2001       | Nobeyama       | 24. bis 25. März 2001 | Kanada              | Volksrepublik China |
| WM 2002       | Milwaukee      | 29. bis 30. März 2002 | Volksrepublik China | Südkorea            |
| WM 2003       | Sofia          | 15. bis 16. März 2003 | Kanada              | Südkorea            |
| WM 2004       | St. Petersburg | 13. bis 14. März 2004 | Südkorea            | Südkorea            |
| WM 2005       | Chuncheon      | 5. bis 6. März 2005   | Kanada              | Südkorea            |
| WM 2006       | Montreal       | 25. bis 26. März 2006 | Südkorea            | Südkorea            |
| WM 2007       | Budapest       | 17. bis 18. März 2007 | Kanada              | Südkorea            |
| WM 2008       | Harbin         | 15. bis 16. März 2008 | Vereinigte Staaten  | Volksrepublik China |
| WM 2009       | Heerenveen     | 14. bis 15. März 2009 | Südkorea            | Volksrepublik China |
| WM 2010       | Bormio         | 27. bis 28. März 2010 | Südkorea            | Südkorea            |
| WM 2011       | Warschau       | 19. bis 20. März 2011 | Südkorea            | Südkorea            |

### Ergebnisüberblick
Die folgenden beiden Tabellen stellen die Ergebnisse jeder Nation dar, die sich zwischen 1991 und 2011 mindestens einmal für die Mannschafts-WM qualifizierte. Bis 2006 wurde kein B-Finale um die Plätze 5 bis 8 gelaufen. Die Plätze 5 und 6 werden hier dem Dritten beziehungsweise Vierten des Hoffnungslaufes zugewiesen. Die beiden im Vorwettkampf ausgeschiedenen Nationen sind mit einem Q markiert. Eine Nichtteilnahme ist nicht in jedem Fall mit einer Nichtqualifikation gleichzusetzen: 2011 verzichteten etwa so viele Nationen auf eine Teilnahme an den Teamweltmeisterschaften, dass die Türkei als fünfzehntbestes Team der Weltcupwertung nachrückte.
Männer
| Nation                 | 91 | 92 | 93 | 94 | 95 | 96 | 97 | 98 | 99 | 00 | 01 | 02 | 03 | 04 | 05 | 06 | 07 | 08 | 09 | 10 | 11 |
| ---------------------- | -- | -- | -- | -- | -- | -- | -- | -- | -- | -- | -- | -- | -- | -- | -- | -- | -- | -- | -- | -- | -- |
| Kanada                 | 3  | –  | 2  | 2  | 1  | 1  | 4  | 1  | 2  | 1  | 1  | 2  | 1  | 2  | 1  | 2  | 1  | 2  | 2  | 2  | 3  |
| Südkorea               | 2  | 1  | 3  | 1  | 2  | 2  | 1  | 2  | 5  | 2  | 3  | 3  | 2  | 1  | 2  | 1  | 2  | 3  | 1  | 1  | 1  |
| Volksrepublik China    | –  | –  | –  | –  | –  | 5  | 5  | 4  | 1  | 4  | 2  | 1  | 3  | 4  | 3  | 3  | –  | 4  | 4  | 3  | 2  |
| Italien                | 4  | 2  | 1  | 3  | 4  | 3  | 3  | 3  | 6  | 3  | 6  | 4  | 4  | 3  | 5  | 4  | 3  | 6  | 7  | 4  | –  |
| Japan                  | 1  | 3  | 4  | 5  | –  | –  | 2  | 5  | 3  | 6  | 4  | 6  | 5  | 5  | 4  | 6  | –  | 5  | 5  | 7  | 4  |
| Vereinigte Staaten     | –  | 4  | –  | 4  | 3  | 4  | –  | –  | 4  | 5  | 5  | 5  | 6  | –  | –  | 5  | 4  | 1  | 3  | –  | 5  |
| Niederlande            | 6  | 7  | 5  | –  | 5  | –  | 7  | 6  | –  | 7  | 8  | –  | –  | –  | –  | Q  | –  | –  | 8  | –  | –  |
| Ungarn                 | –  | –  | 6  | –  | –  | 7  | 6  | 7  | –  | –  | –  | –  | –  | –  | –  | –  | 5  | –  | –  | –  | –  |
| Frankreich             | –  | 5  | –  | –  | –  | 6  | –  | –  | –  | –  | –  | –  | –  | Q  | Q  | –  | –  | –  | –  | 6  | –  |
| Deutschland            | –  | –  | –  | –  | –  | –  | –  | –  | –  | –  | –  | –  | –  | –  | –  | –  | 6  | –  | 6  | 5  | –  |
| Australien             | 5  | –  | –  | –  | –  | –  | –  | –  | –  | –  | –  | –  | –  | –  | –  | –  | 7  | –  | –  | –  | –  |
| Vereinigtes Königreich | –  | –  | 7  | 7  | 6  | –  | –  | –  | –  | –  | 7  | Q  | Q  | Q  | 6  | –  | –  | 8  | –  | 8  | –  |
| Russland 1             | 7  | –  | –  | –  | –  | –  | –  | –  | –  | –  | –  | –  | –  | 6  | Q  | –  | –  | 7  | –  | –  | 6  |
| Norwegen               | –  | –  | –  | 6  | 7  | –  | –  | –  | –  | –  | –  | –  | –  | –  | –  | –  | –  | –  | –  | –  | –  |
| Nordkorea              | –  | 6  | –  | –  | –  | –  | –  | –  | –  | –  | –  | –  | –  | –  | –  | –  | –  | –  | –  | –  | –  |
| Neuseeland             | 7  | –  | –  | –  | –  | –  | –  | –  | –  | –  | –  | –  | –  | –  | –  | –  | –  | –  | –  | –  | –  |
| Polen                  | –  | –  | –  | –  | –  | –  | –  | –  | –  | –  | –  | –  | –  | –  | –  | –  | –  | –  | –  | –  | 7  |
| Ukraine                | –  | –  | –  | –  | –  | –  | –  | –  | –  | –  | –  | –  | –  | –  | –  | –  | 8  | –  | –  | –  | –  |
| Türkei                 | –  | –  | –  | –  | –  | –  | –  | –  | –  | –  | –  | –  | –  | –  | –  | –  | –  | –  | –  | –  | 8  |
| Belgien                | 9  | –  | –  | –  | –  | –  | –  | –  | –  | –  | –  | Q  | –  | –  | –  | –  | –  | –  | –  | –  | –  |
| Bulgarien              | –  | –  | –  | –  | –  | –  | –  | –  | –  | –  | –  | –  | Q  | –  | –  | –  | –  | –  | –  | –  | –  |

Frauen
| Nation                 | 91 | 92 | 93 | 94 | 95 | 96 | 97 | 98 | 99 | 00 | 01 | 02 | 03 | 04 | 05 | 06 | 07 | 08 | 09 | 10 | 11 |
| ---------------------- | -- | -- | -- | -- | -- | -- | -- | -- | -- | -- | -- | -- | -- | -- | -- | -- | -- | -- | -- | -- | -- |
| Südkorea               | 5  | 1  | 2  | 2  | 1  | 1  | 1  | 2  | 3  | 2  | 2  | 1  | 1  | 1  | 1  | 1  | 1  | 2  | 2  | 1  | 1  |
| Volksrepublik China    | 2  | 3  | –  | –  | 2  | 5  | 4  | 1  | 1  | 1  | 1  | 2  | 2  | 2  | 2  | 2  | 2  | 1  | 1  | –  | 2  |
| Kanada                 | 1  | –  | 4  | 1  | 3  | 4  | 2  | 3  | 2  | 4  | 3  | 3  | 4  | 4  | 3  | 3  | 3  | 3  | 4  | 2  | 4  |
| Italien                | 7  | 5  | 1  | 3  | 4  | 2  | 6  | 4  | 5  | 5  | 6  | 5  | 3  | 3  | 5  | 4  | 8  | 5  | 5  | 3  | 5  |
| Japan                  | 6  | 2  | –  | 6  | –  | 6  | 3  | –  | 6  | 3  | 5  | Q  | –  | 6  | 4  | 5  | 5  | 7  | 8  | 4  | 6  |
| Vereinigte Staaten     | –  | –  | 5  | 4  | –  | 3  | –  | –  | 4  | 6  | 7  | 4  | 6  | –  | –  | 6  | 4  | 4  | 3  | –  | 3  |
| Russland 1             | 4  | 6  | 3  | –  | 5  | –  | –  | –  | –  | –  | –  | Q  | Q  | 5  | 6  | –  | 7  | 8  | –  | –  | 7  |
| Niederlande            | 3  | –  | 6  | 5  | 7  | 7  | 5  | 5  | –  | 7  | 8  | –  | Q  | –  | –  | –  | –  | –  | 6  | –  | –  |
| Bulgarien              | –  | –  | –  | –  | 5  | –  | –  | 6  | –  | –  | 4  | 6  | 5  | –  | –  | –  | –  | 6  | –  | –  | –  |
| Nordkorea              | –  | 4  | –  | –  | –  | –  | –  | –  | –  | –  | –  | –  | –  | –  | –  | –  | –  | –  | –  | –  | –  |
| Ungarn                 | –  | –  | 7  | –  | –  | –  | –  | –  | –  | –  | –  | –  | –  | Q  | –  | –  | 6  | –  | –  | 5  | –  |
| Vereinigtes Königreich | –  | –  | –  | –  | –  | –  | –  | –  | –  | –  | –  | –  | –  | –  | –  | –  | –  | –  | –  | 6  | –  |
| Deutschland            | –  | –  | –  | –  | –  | –  | –  | 7  | –  | –  | –  | –  | –  | –  | –  | –  | –  | –  | 7  | 7  | –  |
| Frankreich             | –  | 7  | –  | –  | –  | –  | –  | –  | –  | –  | –  | –  | –  | –  | Q  | Q  | –  | –  | –  | –  | –  |
| Österreich             | –  | –  | –  | –  | –  | –  | 7  | –  | –  | –  | –  | –  | –  | –  | –  | –  | –  | –  | –  | –  | –  |
| Australien             | 8  | –  | –  | –  | –  | –  | –  | –  | –  | –  | –  | –  | –  | –  | –  | –  | –  | –  | –  | –  | –  |
| Polen                  | –  | –  | –  | –  | –  | –  | –  | –  | –  | –  | –  | –  | –  | –  | –  | –  | –  | –  | –  | –  | 8  |
| Belgien                | 9  | –  | –  | –  | –  | –  | –  | –  | –  | –  | –  | –  | –  | –  | –  | –  | –  | –  | –  | –  | –  |